# Біркіш (комуна)
Біркіш (рум. Birchiș) — комуна у повіті Арад в Румунії. До складу комуни входять такі села (дані про населення за 2002 рік):
- Біркіш (729 осіб) — адміністративний центр комуни
- Вірішморт (67 осіб)
- Кепилнаш (1000 осіб)
- Остров (248 осіб)

Комуна розташована на відстані 351 км на північний захід від Бухареста, 69 км на схід від Арада, 142 км на південний захід від Клуж-Напоки, 76 км на схід від Тімішоари.

## Населення
За даними перепису населення 2002 року у комуні проживали 2044 особи.
Національний склад населення комуни:
| Національність | Кількість осіб | Відсоток |
| -------------- | -------------- | -------- |
| румуни         | 1793           | 87,7%    |
| цигани         | 237            | 11,6%    |
| угорці         | 10             | 0,5%     |
| українці       | 2              | 0,1%     |
| німці          | 2              | 0,1%     |

Рідною мовою назвали:
| Мова      | Кількість осіб | Відсоток |
| --------- | -------------- | -------- |
| румунська | 1882           | 92,1%    |
| циганська | 150            | 7,3%     |
| угорська  | 10             | 0,5%     |
| німецька  | 2              | 0,1%     |

Склад населення комуни за віросповіданням:
| Релігія        | Кількість осіб | Відсоток |
| -------------- | -------------- | -------- |
| православні    | 1828           | 89,4%    |
| п'ятдесятники  | 100            | 4,9%     |
| баптисти       | 97             | 4,7%     |
| римо-католики  | 7              | 0,3%     |
| адвентисти     | 5              | 0,2%     |
| реформати      | 4              | 0,2%     |
| греко-католики | 1              | < 0,1%   |
| не релігійні   | 1              | < 0,1%   |